# Olizy-Primat

Olizy-Primat este o comună în departamentul Ardennes din nordul Franței. În 1 ianuarie 2022 avea o populație de 224 de locuitori.